# Hugh Brown (homme politique)
Hugh Dunbar Brown (18 mai 1919 - 10 mars 2008) est un homme politique britannique du parti travailliste. Après avoir été conseiller de la Glasgow Corporation, il est député de Glasgow Provan pendant 23 ans. Il est décrit comme le dernier " Red Clydesider ".

## Jeunesse
Brown est né à Glasgow, en Écosse, où son père est ingénieur de Clydeside. Il fait ses études à l'école Allan Glen et à l'école secondaire Whitehill, à Glasgow. Il quitte l'école à 14 ans pour travailler au bureau de poste et joue au football semi-professionnel à Shettleston Juniors. En 1935, il est facteur-messager temporaire et en 1937, commis au tri et télégraphiste. Ses deux parents sont membres du Parti travailliste indépendant, qu'il rejoint en 1935. Il rejoint le Parti travailliste en 1946. Il devient fonctionnaire en 1947 au ministère des Retraites et de la Prévoyance nationale.
En 1947, il épouse Mary Carmichael, fille de l'ILP puis du député travailliste Jimmy Carmichael et sœur du futur député travailliste et pair Neil Carmichael, et il est conseiller de la Glasgow Corporation à partir de 1954. Il devient magistrat en 1961.

## Carrière politique
Brown quitte la fonction publique en 1962, lorsqu'il est sélectionné comme candidat parlementaire potentiel, et est député de Glasgow Provan de 1964, jusqu'à sa retraite en 1987. Sa circonscription dans le nord-est de Glasgow a un taux de chômage élevé, comprend plusieurs grands lotissements du secteur public, dont Easterhouse et Blackhill, et couvre également la prison de Barlinnie. Ses opinions politiques le classent à l'aile gauche du parti et ses activités parlementaires se concentrent principalement sur les questions de circonscription et écossaises. Après avoir remporté le scrutin pour les projets de loi privés un an, il réussit à faire adopter son projet de loi pour devenir la loi de 1969 sur la responsabilité de l'employeur (équipement défectueux).
Il est secrétaire parlementaire privé de Judith Hart, la payeuse générale, et est sous-secrétaire d'État parlementaire pour l'Écosse pendant le gouvernement travailliste de 1974 à 1979, s'occupant des affaires intérieures, du logement, de l'agriculture et de la pêche. Après que l'Islande étend son territoire de pêche revendiqué à 200 milles marins, Brown rejoint le député de Grimsby, Anthony Crosland, en tant que négociateur britannique avec l'Islande pendant la troisième guerre de la morue, en 1976-1977. Brown est félicité pour le rôle qu'il joue dans la résolution du différend à la fois par le Premier ministre Harold Wilson et par le gouvernement islandais.
Il résiste à une candidature dissidente avant les élections générales de 1983 et prend sa retraite avant les élections générales de 1987. Son successeur, Jimmy Wray, est également contesté par l'aile gauche du parti, le groupe Militant. Plus tard dans sa vie, il est administrateur de Margaret McIver Limited, qui possède une salle de bal et un marché à Glasgow.
Sa femme est décédée en 2000. Il est décédé à Glasgow en 2008 et laisse une fille.